# Le Retour du croisé
Le Retour du croisé és una pel·lícula muda francesa dirigida per Louis Feuillade i produïda per Gaumont, qu fou estrenada el 13 d'abril de 1908. Va ser rodat a la Ciutat fortificada de Carcassona.

## Repartiment
- Renée Carl